# Amyris ignea
Amyris ignea är en vinruteväxtart som beskrevs av Julian Alfred Steyermark. Amyris ignea ingår i släktet Amyris och familjen vinruteväxter. Inga underarter finns listade i Catalogue of Life.